# Fitilieu
Fitilieu è un comune francese soppresso e frazione del dipartimento dell'Isère della regione dell'Alvernia-Rodano-Alpi. Dal 1º gennaio 2016 si è fuso con i comuni di La Bâtie-Divisin e Les Abrets per formare il nuovo comune di Les Abrets-en-Dauphiné.

## Società

### Evoluzione demografica
Abitanti censiti